# Гамільтон (округ, Флорида)
Шаблон:StateAbbr_ 30°29′ пн. ш. 82°57′ зх. д. / 30.49° пн. ш. 82.95° зх. д.
Округ Гамільтон (англ. Hamilton County) — округ (графство) у штаті Флорида, США. Ідентифікатор округу 12047.

## Історія
Округ утворений 1827 року.

## Демографія
За даними перепису 2000 року загальне населення округу становило 13327 осіб, зокрема міського населення було 2563, а сільського — 10764. Серед мешканців округу чоловіків було 7657, а жінок — 5670. В окрузі було 4161 домогосподарство, 2995 родин, які мешкали в 4966 будинках. Середній розмір родини становив 3,07.
Віковий розподіл населення поданий у таблиці:
| Стать    | До 15 років | 15-21 | 22-29 | 30-39 | 40-49 | 50-65 | 65-85 | Понад 85 |
| -------- | ----------- | ----- | ----- | ----- | ----- | ----- | ----- | -------- |
| Чоловіки | 1291        | 825   | 1121  | 1404  | 1237  | 1119  | 620   | 40       |
| Жінки    | 1258        | 529   | 548   | 772   | 817   | 916   | 699   | 131      |

## Суміжні округи
- Еколс, Джорджія — північ
- Колумбія — схід
- Суванні — південь
- Медісон — захід
- Лоундс, Джорджія — північний захід